# Bonnet Station
Bonnet Station er en dansk jernbanestation i Bonnet.